# Cahoots
Cahoots è il quarto album in studio del gruppo musicale canadese-statunitense The Band, pubblicato nel 1971.

## Tracce
Tutti i brani sono stati scritti e composti da Robbie Robertson, tranne dove indicato.
Lato A
1. Life Is a Carnival – 3:55 (Rick Danko, Levon Helm, Robbie Robertson)
2. When I Paint My Masterpiece – 4:21 (Bob Dylan)
3. Last of the Blacksmiths – 3:41
4. Where Do We Go from Here? – 3:47
5. 4% Pantomime – 4:32 (Robbie Robertson, Van Morrison)

Durata totale: 20:16
Lato B
1. Shoot Out in Chinatown – 2:51
2. The Moon Struck One – 4:09
3. Thinkin' Out Loud – 3:19
4. Smoke Signals – 5:11
5. Volcano – 3:05
6. The River Hymn – 4:40

Durata totale: 23:15
Edizione CD del 2000, pubblicato dalla Capitol Records (72435-25391-2-3)
Tutte le tracce sono state scritte e composte da Robbie Robertson, tranne dove indicato.
1. Life Is a Carnival – 4:00 (Rick Danko, Levon Helm, Robbie Robertson)
2. When I Paint My Masterpiece – 4:21 (Bob Dylan)
3. Last of the Blacksmiths – 3:41
4. Where Do We Go from Here? – 3:50
5. 4% Pantomime – 4:33 (Robbie Robertson, Van Morrison)
6. Shoot Out in Chinatown – 2:53
7. The Moon Struck One – 4:09
8. Thinkin' Out Loud – 3:20
9. Smoke Signals – 5:10
10. Volcano – 3:04
11. The River Hymn – 4:39
12. Endless Highway – 3:46 – Bonus Track - Outtake
13. When I Paint My Masterpiece – 3:57 (Bob Dylan) – Bonus Track - Take 10
14. Bessie Smith – 4:17 (Rick Danko, Robbie Robertson) – Bonus Track - Outtake
15. Don't Do It – 3:54 (Brian Holland, Lamont Dozier, Eddie Holland) – Bonus Track - Outtake
16. Radio Commercial – 1:04 – Bonus Track - Radio-Spot

Durata totale: 60:38

## Formazione
Gruppo
- Rick Danko – basso, voce
- Levon Helm – batteria, mandolino, contrabbasso, voce
- Garth Hudson – organo, piano, sassofoni
- Richard Manuel – pianoforte, organo, batteria, slide guitar, voce
- Jaime Robbie Robertson – chitarre, piano

Altri musicisti
- Allen Toussaint – arr. ottoni in Life Is a Carnival
- Van Morrison – voce in 4% Pantomime
- Libby Titus – cori in The River Hymn